# Maçuá
Maçuá ou Massaua (em inglês: Massawa; em italiano: Massaua; em ge'ez: ምጽዋ; romaniz.: miṣṣiwa; em árabe: مصوع; romaniz.: maṣṣawaʿ) é uma cidade portuária da Eritreia, na costa do Mar Vermelho, situada a noroeste de Asmara. É capital da região de Mar Vermelho no Norte. Devido à sua importância geográfica ao longo da história, foi ocupada pelo Egito, Império Otomano, Itália, Reino Unido e Etiópia. Foi capital da colônia italiana da Eritreia até que o governo colonial foi transferido para Asmara, em 1900. Sua população é de 39 758 habitantes (2007).

## Etimologia e uso
Algumas fontes registram que o topônimo português "Maçuá" advém do árabe maçuu'a. Outras atribuem a sua origem ao etíope dsau'a, "chamar", e medsau'a, "extensão do chamado", "tão longo quanto se possa ouvir um chamado". Algumas fontes onomásticas registram ou preconizam como válida apenas a forma "Maçuá" em português, enquanto outras admitem o uso moderno de formas advindas de outros idiomas, como "Massaua", "Massawa" ou até "Massaouah".

## História

### Antiguidade e Idade Média
Maçuá foi mencionada pela primeira vez na Crônica Real do Imperador Isaque I da Etiópia, quando o mandatário imperial estacionado naquela região se revoltou, no século XV. Na maior parte de sua história, não passou de uma aldeia litorânea, situada em terras que haviam pertencido ao Reino de Axum, nos tempos antigos, e que vivia à sombra do porto vizinho de Adúlis, a cerca de 50 km a sul. Com o declínio de Axum, no século XVIII, a área em torno de Maçuá se tornou um campo de batalha entre as forças islâmicas que invadiram a região (árabes e, posteriormente, bejas) e as forças cristãs pós-axumitas daquela região do país. Foi nesta época que a mesquita mais antiga da atual Eritreia, a Mesquita Sheikh Hanafi, foi construída na ilha de Maçuá, juntamente com diversas outras obras da arquitetura islâmica inicial, tanto dentro da cidade como ao seu redor (no arquipélago de Dalaque e na península de Zula).

### Domínio otomano

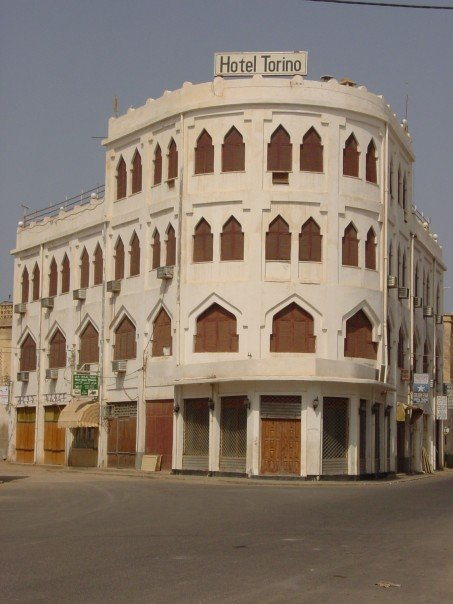
Edifício no estilo otomano (c. 1900), na cidade velha de Maçuá

Comerciantes venezianos teriam vivido na região e em Suaquém no século XV. Maçuá tornou-se proeminente no fim do século XVI, quando foi capturada pelo Império Otomano (1557), que a tornou capital de Habexe, uma província que inicialmente englobaria toda a Etiópia, mas que na prática permaneceu centrada na atual Eritreia. Sob Ozdemur Paxá, as tropas otomanas tentaram então conquistar o resto da Eritreia e a província de Tigré, na Etiópia. Devido à forte resistência, e às exigências militares no mar Mediterrâneo e na fronteira com a Pérsia, as autoridades otomanas colocaram a cidade e suas imediações sob o controle de um dos aristocratas dos bejas, que apontaram como naíbe de Maçuá, sob a jurisdição e autoridade do governador otomano em Suaquém. Os otomanos ainda assim transformaram a cidade antiga de Maçuá, na ilha de Maçuá, num porto importante do mar Vermelho, utilizando a arquitetura otomana islâmica típica, utilizando-se de corais secos para as paredes, teto e fundações, assim como madeiras importadas para as vigas, janelas e terraços. Estes edifícios e a cidade antiga de Maçuá ainda existem atualmente, apesar de terem passado por inúmeros terremotos e guerras (incluindo bombardeios aéreos).

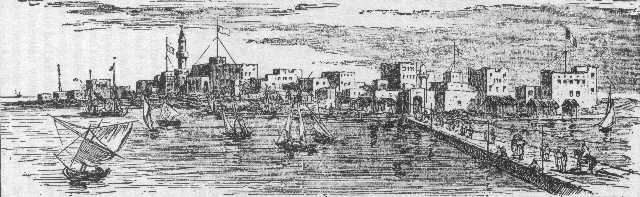
Maçuá no século XIX

Durante o século XVIII, Maçuá foi dominada pelo Egito, com o consentimento otomano, como boa parte da costa africana do mar Vermelho. Logo após a derrota egípcia na Batalha de Gura, o país perdeu o controle do porto, e, com a ajuda do Império Britânico, Maçuá passou para o controle italiano, como parte da colônia italiana da Eritreia, em 1885. Em 1921 a maior parte da cidade e do porto foram destruídos pelo terremoto de Maçuá; os portos não conseguiram se recuperar até 1928, o que teve prejudicou seriamente as ambições coloniais italianas, já que o porto estava sendo projetado para ser o maior e mais seguro da costa oriental da África, e o maior porto de águas profundas no mar Vermelho.

### Segunda Guerra Mundial
A Itália se aliou às forças do Eixo, durante a Segunda Guerra Mundial, e Maçuá foi o porto principal da Frota do Mar Vermelho da Marinha Real Italiana (Regia Marina). Quando a cidade caiu para os Aliados, durante a campanha do leste da África, um grande número de navios de guerra italianos e alemães foram afundados, numa tentativa de impedir que os inimigos se utilizassem do porto.
Em 1942, os navios foram resgatados, e o porto foi restaurado à atividade, por obra do capitão da Marinha dos Estados Unidos Edward Ellsberg, para integrar o que havia se tornado o protetorado britânico da Eritreia. Com o fim da guerra, em 1945, o porto sofreu graves danos depois que as forças britânicas que ocuparam a cidade desmantelaram e destruíram boa parte das instalações. Estas ações foram relatadas pela sufragista britânica Sylvia Pankhurst, em seu livro Eritrea on the Eve.

### Segunda metade doséculo XX
De 1952 a 1990, quando a Eritreia se juntou à Etiópia, numa federação, Maçuá passou a ser brevemente o quartel-general da Marinha da Etiópia, já extinta. Eventualmente a Etiópia desfez a federação e anexou à força a Eritreia, ocupando-as com suas tropas; isto levou à Guerra da Independência de Eritreia (1961–1991). Em fevereiro de 1990, unidades da Frente para a Libertação do Povo Eritreu capturaram Maçuá num ataque surpresa, realizado tanto pela terra quanto pelo mar. O sucesso deste ataque cortou a principal linha de abastecimento do Segundo Exército Etíope, em Asmara, que teve então de ter seus suprimentos entregues por via aérea. Como retaliação, o então líder da Etiópia, Mengistu Haile Mariam, ordenou que a cidade fosse bombardeada, arrasando-a consideravelmente. Até 2005 ela ainda estava sendo reconstruída pelo governo da Eritreia.

## Demografia

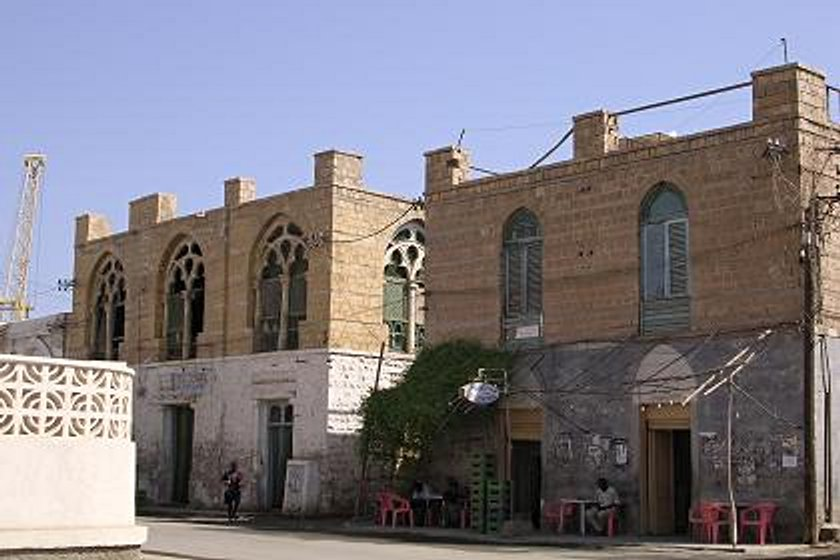
Casas na cidade antiga de Maçuá

Maçuá tem 39.758 habitantes (2007). A cidade vem passando por um período de crescimento populacional nos últimos vinte anos.
| Ano               | Habitantes |
| ----------------- | ---------- |
| 1984 (censo)      | 15.441     |
| 1983 (estimativa) | 16.576     |
| 1993 (estimativa) | 19.404     |
| 2007 (cálculo)    | 39.758     |

## Lugares de interesse
Maçuá conta com uma base naval, grandes pieres  de carga, um aeroporto e uma ferrovia que une a cidade com Asmara. As balsas que partem da cidade a ligam com as ilhas Dahlak e com a ilha Green, situada nas cercanias.
Entre os edifícios mais notáveis da cidade estão a Mesquita Xeique Hanafi, do século XV, e diversas casas feitas de coral. Também sobrevivem muitos palácios da época otomana, como o bazar, e outros e construção mais recente, como o Palácio Imperial, reconstruído em 1872 pelo linguista e explorador suíço Werner Munzinger; a Catedral de Santa Maria; a Villa Melotti, edificada na década de 1930, e o edifício do Banco da Itália. A Guerra de Independência Eritreia é comemorada num memorial, formado por três tanques, que se encontra no centro de Maçuá.